# Karl Flodin
Karl Theodor Flodin (Vaasa, 10 de juliol de 1858 - Hèlsinki, 29 de novembre de 1925) fou un compositor i musicòleg finès de pares alemanys.
Estudià al Conservatori de Leipzig i exercí per espai de molts anys la crítica musical a Hèlsinki, traslladant-se el 1907 a Buenos Aires.
Entre les seves composicions hi figuren: 
- Cortej, per a instruments de vent;
- música escènica pel drama Hannele de Hauptmann;
- Helena, escena lírica inspirada en el Faust, per a soprano i orquestra, així com nombrosos cors per a veus d'homes i dones.

Com a musicògraf se li deuen:
- Finnischen Musik (1900);
- J. Sibelius (1901);
- Die Enlwicklung der Musik in Finnland (1903);
- Die Erweckung des nationalen Tones in der finnischen Musik (1904);
- Wegelius (1916).